# Minuskuł 22
Minuskuł 22 (wedle numeracji Gregory–Aland), ε 288 (von Soden) – rękopis Nowego Testamentu pisany minuskułą na pergaminie w języku greckim z XII wieku. Zawiera marginalia.

## Opis rękopisu
Kodeks zawiera tekst czterech Ewangelii na 232 pergaminowych kartach (26 cm na 19 cm), z kilkoma lukami (Mateusz 1,1-2,2; 4,19-5,25; Jan 14,22-16,27). Niektóre z kart zostały przemieszczone do niewłaściwych miejsc.
Tekst rękopisu pisany jest jedną kolumną na stronę, 22 linijek w kolumnie. Atrament jest czarny, inicjały pisane są złotem. Popełnia błędy itacyzmu.
Tekst Ewangelii dzielony jest według κεφαλαια (rozdziały) oraz według Sekcji Ammoniusza, których numery podano na marginesach. Sekcje Ammoniusza opatrzone zostały odniesieniami do Kanonów Euzebiusza (niekompletne). Przed każdą z Ewangelii umieszczone zostały listy κεφαλαια (spis treści). Tekst Ewangelii zawiera ponadto τιτλοι (tytuły).
Na końcu każdej Ewangelii umieszczono subscriptio, na marginesach zamieszczono warianty tekstowe, brak not liturgicznych.
Nie zawiera tekstu Pericope adulterae (Jan 7,53-8,11). Na marginesie zawiera scholion kwestionujący autentyczność długiego zakończenia Marka (Mk 16,9-20).

## Tekst
Według Streetera grecki tekst Ewangelii reprezentuje tekst cezarejski. Aland nie zaklasyfikował go do żadnej kategorii. David Alan Black zaliczył do reprezentantów tekstu cezarejskiego.
W Mt 27,9 przekazuje unikalny wariant ἐπληρώθη τὸ ῥηθὲν διὰ Ζαχαρίου τοῦ προφήτου (wypełniło się słowo powiedziane przez Zachariasza proroka). Inne rękopisy zamiast Zachariasza mają Jeremiasza.

## Historia
Paleograficznie datowany jest na wiek XII. Rękopis badali Wettstein, Scholz, oraz Paulin Martin.
Obecnie przechowywany jest we Francuskiej Bibliotece Narodowej w Paryżu, pod numerem katalogowym Gr. 72.
Jest cytowany w naukowych wydaniach Novum Testamentum Graece Nestle-Alanda (NA26, NA27). NA27 cytuje go rzadko.